# Мусковит
Мусковитът (muscovite) е широко разпространен минерал и най-често срещаната калиева слюда. Както всички слюди, така и тя, принадлежи към клас силикати. Носи името на древното Велико московско княжество, често наричано Московия, откъдето за Европа са се разпращали дебели прозрачни мусковитови листове, използвани вместо стъкла. За първи път минералът е наречен така през 1794 година в минералогичната систематика на Йохан Готфрид Шмайзер. Преди това е известен с името „московско стъкло“, а поради сребристия си блясък понякога е наричан и „котешко сребро“. Обикновено се среща във вид на тънки, еластични, прозрачни или полупрозрачни пластини, които пропускат светлина.

## Морфология
Мусковитът и финолюспестата му разновидност серицит обикновено се намират в състава на метаморфните скали като гнайси и гранитни пегматити, където се виждат като блестящи частици. Често се откриват като големи кристали с псевдохексагонален контур, които лесно се разделят на тънки листове.
Минералът е сравнително устойчив на атмосферни влияния и поради това се среща в много почви, образувани при раздробяването на скали, съдържащи мусковит. Това се случва при регионален метаморфизъм на глинести скали, когато топлината и налягането превръщат глинестите минерали в малки зрънца слюда, които се уголемяват с продължение на процеса. Когато количеството на тези зърна в шисти и гнайси са достатъчно много, скалите се наричат „слюдести шисти“ и „слюдести гнайси“. Среща се също и в кластични седименти и седиментни скали, получени от тях.
Кристалите на мусковита могат да бъдат удължени, плоски, във вид на къси триъгълници или хексагонални. Когато кристализацията е бърза и се наблюдават високи пресищания, образува призматични кристали. Обикновено се среща във вид на плочи, люспи или люспести агрегати. Създава интересни форми от гъсти остри кристали, плътни розетки, уникално слепени звездни образувания и кълбовидни маси от плътни люспи.
Като минерален експонат мусковитът не е ценен сам по себе си, но често е свързан с други минерали с особена красота и стойност. Някои много хубави кристали мусковит придружават такива ценни минерали като турмалин, топаз, берил, алмандин и други.
По-голямата част от използвания в промишлеността мусковит е слабо оцветен в червени и зелени тонове. Цветните разновидности и тези, които съдържат примеси, се характеризират с по-ниски качества от безцветните, чисти минерали. Понижаване на качеството се получава и в случаите, когато са налице многобройни или големи структурни дефекти. Те водят до разпадане на кристалите на малки, неправилни пластини.

## Структура
Структурата на мусковита е слоеста, моноклинно-призматична (С2/с). Изградена е от силикатно-алуминиеви листа, слабо свързани помежду си от слоеве калиеви йони. Именно структурата и подреждането на тези йони в една равнина е причина за добрата цепителност на мусковита. Въпреки съвършената си цепителност листовете мусковит са доста издръжливи и често се срещат в пясъка във вид на блестящи люспи. Те могат да преминат през съществена ерозия и транспортиране чрез водните потоци, които биха унищожили повечето други минерали, и да запазят структурата си.

## Разновидности
Тъй като съотношението между различните химични елементи в състава на мусковита се променя, а и поради наличието на множество разнообразни примеси, той формира доста разновидности. Малки изменения в състава му могат да предизвикат отчетливо зонално устройство на кристалите му. Част от разновидностите на минерала са:
- Алургит – розово до червен фенгит, съдържащ манган[1][5]
- Гюмбелит – рядко срещан преходен представител между мусковит и фенгит[1]
- Дамурит – частично хидратизиран мусковит или серицит, преходен към хидрослюдите[1]
- Елахерит – бариев мусковит, съдържащ до 10% ВаО[1]
- Марипозит – хромосъдържащ фенгит[1]
- Роскоелит – ванадиев мусковит с около 28% V2O3[1]
- Серицит – финолюспест мусковит с копринен блясък и увеличено съдържание на силиций. Преходна слюда към фенгитите. Името му произлиза от гръцката дума „серикос“, означаваща копринен.[1]
- Фенгит – мусковит, богат на силициева киселина. Общо название за диоктаедричните слюди между мусковит, алуминоселадонит и селадонит. Названието му произхожда от латинската дума phegites, означаваща блясък, сияние.[2][7]
- Феримусковит – разновидност, богата на Fe2O3[1]
- Фуксит – хромов мусковит с до 4,8% Cr2O3[1]

## Химичен състав и свойства
Химичната формула на минерала е KAl2[AlSi3O10](OH)2. Представлява калиево-алуминиев силикат, при който понякога алуминият е заменен с хром или манган. Химичният му състав е силно променлив, което е причината и за многобройните му разновидности. Теоретичният му състав, като процентно съотношение между химичните съединения, е:
K2O – 11,8; Al2O3 – 38,5; SiO2 – 45,2; H2O – 4,5
Минералът не се разтваря в киселини, а при температура над 850 °С губи част от водата си. Трудно се топи и при много високи температури преминава в сивожълта субстанция със стъклено-перлен блясък. Кривата на диференциалния термичен анализ на мусковита показва три ендотермични ефекта — при 125 °С, 860 °С и 1188 °С и един екзотермичен при 377 °С, като последният се дължи на окисляване на ферожелязото.

## Физични свойства
- Твърдост по скалата на Моос — 2,5-3[1]. По плоскостта [001] твърдостта е 2,5, а перпендикулярно на нея – 4.[2]
- Плътност – 2,77–2,88 g/cm3[2]
- Относително тегло — 2,76-3 като нараства с увеличение на съдържанието на желязо. При роскоелита достига до 2,97.[1]
- Цепителност – съвършена по (001). Понякога показва отделност по (010) и (110).[1]
- Лом – неравен, въпреки че поради съвършената цепителност трудно може да се наблюдава[3][5]
- Еластичност – еластичен, гъвкав, разделя се на тънки листа[8]

## Оптични свойства
- Цвят – Безцветен, бял, сребристобял, жълтеникав, розовеещ, зеленикав до кафеникав. Фукситът е зелен, роскоелитът – тъмнозелен до тъмнокафяв с отчетлив плеохроизъм.[1][2][3]
- Плеохроизъм – слаб[2]
- Цвят на чертата – бял[2][8]
- Прозрачност – прозрачен до полупрозрачен[2][8]
- Блясък – стъклен, перлен, копринен до бисерен[2][8][9]
- Оптичен клас – биаксиален[2][3]
- Оптична ориентация – Равнината на оптичните оси е перпендикулярна на (010), с „Х“ почти перпендикулярно на (001).[1]
- Оптична дисперсия – слаба, r>v[2][3]
- Показател на пречупване – nα = 1,552–1,576; nβ = 1,582–1,615 nγ = 1,587–1,618[2]
- Максимално двойно лъчепречупване – δ = 0,035–0,042[2]

## Кристалографски свойства
- Кристална структура – моноклинна[2], моноклинно-призматична[1]
- Пространствена група – C 2/с[1]
- Клас на симетрия – моноклинна – 2М1, означаваща C 2/с и β=95°30'. Познати са и полиморфни модификации от типа 1Md, 1M и 3T[1]
- Сингония — моноклинна[8][9]
- Кристален хабитус – псевдохексагонални кристали от тънкоплочести по (001) до призматични по [001]. Среща се като плочи, люспи или люспести кристали и като срастъци от многобройни кристали по пинакоид – кристали със симетрично разположени стени, успоредни на две от техните оси и пресичащи само третата.[1][6][9]
- Кристално сдвояване – по [310] обикновено образува шестолъчни звезди и по-рядко — при равнини, перпендикулярни на {001}[2]
- Параметри на елементарната клетка – a = 5,199Å; b = 9,027Å; c = 20,106Å; β = 95,78°; Z = 4[2]
- Съотношение – a:b:c = 0,576:1:2,227[2]
- Обем на елементарната клетка — V = 938,80 Å3[2]

## Други характеристики
- Клас — силикати[1]
- Подклас — филосиликати
- Група – слюди[1]
- IMA статус — действителен, описан преди 1959 година. Официално одобрен през 1998 година.[2]
- Свързани минерали – кварц, фелдшпат, берил, турмалин, албит, микроклин, алмандин, сподумен[3][5]
- Примеси – Cr, Li, Fe, V, Mn, Na, Cs, Rb, Ca, Mg, H2O[2]
- Произход на името – от Московското княжество. За първи път се явява с това име през 1794 година в минералогичната систематика на Йохан Готфрид Шмайзер.[2]

## Разпространение
Мусковитът е изключително широко разпространен и се добива в много страни. Основни производители на мусковит на пластини са Индия и Бразилия, а на натрошен — САЩ, Франция, Испания, Индия, Русия, Пакистан, Финландия.
Изключително красиви кристали, някои ярко жълти, други с перфектни звездообразни форми, идват от най-известните пегматити в Doce и долината Jequitinhonha в щат Минас Жерайс, Бразилия и край градовете Говернадор Валадарис, Divino das Laranjeiras, Jaguaracu, Aracuai, Coronel Murta и Conselheiro Pena в същия щат. Красиви жълти екземпляри мусковит се намират край град Карибиб в регион Еронго, Намибия. Изящни плочи, често свързани с ценни скъпоценни камъни, идват от долината Shigar и околностите на град Skardu в Северен Пакистан. Специфични находища се намират в Галилея в Израел. Областта Nellore в Индия е известна с мусковитовите си мини, където са намерени някои от най-големите слюдени листове в света. Провинция Съчуан в Китай осигурява отлични екземпляри от аквамарин и шеелит, свързани с красиви плочи мусковит. В САЩ мусовитът е доста разпространен в пегматитите на окръг Сан Диего. Редки екземпляри, сраснали с турмалин идват от Аризона, ярко розови, богати на литий мусковити се добиват в Ню Мексико, а зелени кристали — в Северна Каролина.

## Находища в България
Съществуващите в България находища се характеризират с неравномерно разпределение на мусковита, твърде големи различия в неговите размери и наличие на други полезни компоненти в пегматитите. Това налага да се осъществява комплексен добив с прилагане на съвременна технология за разделяне на суровината. Наблюдава се наличието на фелдшпатова, кварцова и мусковитова суровина.
При определяне ценността на находищата съществено значение имат както съдържанието на слюди в един кубичен метър скала, така и размера на кристалите. Минималният допустим размер на слюдата е 4 cm2. Материал с по-малки размери на кристалите се нарича скрап и след стриване се използва при покриване на сгради, за изработване на бои и хартия. Според БДС мусковитът се дели на 5 вида — цепена слюда, слюда за фасонни изделия, рязана слюда, слюда на люспи и мляна слюда. Всеки вид от своя страна се дели на няколко марки.
В България мусковитът се добива изключително от гранитни пегматити. Годни за електроизолационна суровина са мусковитите в пегматитните находищата „Долен“ в Централните Родопи и „Пастра“ в Северозападна Рила, както и олигоклазовите находищата „Камилски дол“, „Хухла“, „Попско“ и „Подрумче“ в Източните Родопи; „Попова глава“, „Горно Осеново“ и „Пчелина“ в Рила; „Покровник“ и „Селище“ във Влахина планина; „Церово“ в Ихтиманска Средна гора.
- Находище „Долен“ в Централните Родопи се експлоатира до 1975 година. Намира се на десния бряг на Неделинска река. Представлява поле от пегматитови жили, пресичащи биотитови гнайси, амфиболити, дистенови шисти и мрамори. Промишленият мусковит е локализиран в някои зони, където той, заедно с кварца, е заместил фелдшпатите и представлява 5-15% от общата маса.[6]

- Находище „Камилски дол“ в Източните Родопи е част от едно значително по големина пегматитово поле. В района се намират двуслюдени шисти, гнайси и амфиболити. Пегматитите са представени от жили и послойни тела с максимална дебелина 15 m. Установено е, че най-големите мусковитови агрегати са в централните части на телата, като размери достигат до 20 cm и заемат 10-15% от общата маса. Понастоящем добивът е прекратен, но има добри перспективите за подновяване на експлоатацията в района.[6]

- Находище „Попова глава“ се намира в Югозападна Рила и е експлоатирано по открит способ до 1970 година. В района се установяват амфиболити, контактуващи в източната част с Рило-Родопския гранитоиден батолит. Пегматитовите жили са многобройни и с различна дебелина. Главната промишлена пегматитова жила има зонален строеж. Външната ѝ част е изградена от среднозърнест кварц-олигоклазов пегматит с биотит, навътре следват кварц-олигоклазова зона и кварцова ядка с едри кристали олигоклаз. Промишленият мусковит е локализиран в средната зона, а големината на отделните кристали достига 20 cm. Мусковитът тук представлява 10-15 % от общата маса.[6]

- Находище „Покровник“ е част от пегматитово поле в околностите на благоевградските села Покровник и Селище и е разработвано през 60-те години на миналия век. Пегматитовите тела са кариерно разработвани послойни или секущи жили. Основната промишлена жила е с малки размери на мусковитовите агрегати – около 2-3 cm. Мусковитът представлява 5-10 % от общата маса.[6]

- Находище „Церово“ в Ихтиманска Средна гора също е разработвано през 60-те години на миналия век. Пегматитови жили са локализирани в двуслюдени шисти, гнайси, амфиболити и серпентинови тела. Мусковитът е дребно до среднолюспест със средни размери 2-3 cm и съдържание 10-15 % от общата маса.[6]

## Употреба
Мусковитът притежава относително съпротивление в интервала 1015-1017 Ω/cm, възможност лесно да се цепи на листове с дебелина няколко микрона, механична, термична и химическа устойчивост. Тези негови особености го правят незаменим в електротехниката и електрониката.
Намира приложение главно в електротехническата, радиотехническата и телевизионната промишлености. В тях се използват както пластинки с определени размери, така и смлян материал, споен с полимери. Ползва се при изработката на кондензатори, трансформатори, реостати, електровакуумни прибори, радиолокатори, компютри. От тъй наречения скрап, представляващ суровина с малки размери на кристалите или с дефекти, след смилане и смесване с полимери се получават електроизолационни материали като миканит и микафолио. Неспоената смляна слюда се използва като смазка, за заздравяване и придаване на блясък на бои, като добавка към мазилките в строителството и други.
Листовете мусковит с високи топло- и електроизолационни свойства се използват за направата на много газоразрядни компоненти и като изолатор при различни електрически продукти и полупроводници. Използват се вместо стъкло в металургическите пещи, поради свойството да издържа на високи температури. Преди синтетичните материали да ги заменят, листовете мусковит са били използвани и за прозорци на кухненски печки.
Мусковитът рядко се среща в колекции, тъй като е широко разпространен по целия свят. Все пак интерес за колекционерите представляват необичайно големите листове. Почистването на мусковита, както и на повечето слюди, става много трудно, защото лесно абсорбира вода и започва да се разпада. Най-добрият начин за почистването му, както и на останалите слюди, е със суха електрическа четка за зъби.